# Paul Steele
Paul Steele, född den 5 december 1957 i New Westminster, British Columbia, är en kanadensisk roddare.
Han tog OS-guld i åtta med styrman i samband med de olympiska roddtävlingarna 1984 i Los Angeles.